# 布勒副尼麗魚
布勒副尼麗魚為輻鰭魚綱鱸形目隆頭魚亞目慈鯛科的其中一種，分布於墨西哥Coatzacoalcos河流域，體長可達25.5公分，棲息在山區流速快的急流，以藻類及附著生物為食，生活習性不明。

## 擴展閱讀
維基物種上的相關：布勒副尼麗魚